# ناحية الجلبية
ناحية الجلبية إحدى نواحي سوريا تتبع إداريّاً لمحافظة حلب منطقة عين العرب ومركزها بلدة الجلبية، أحدثت الناحية فصلا عن ناحية صرين بقرار من وزارة الإدارة المحلية والبيئة العام 2009.

## بلدات وقرى ناحية الجلبية
الأخوة، الجلبية، أسكيف، الأعظمية، الدمام، الجبلة، خراب صهريج غربية، خان ماميد، ترمك تحتاني، حمدون، الجورات، سفرية، دار فلات، درب التخت، خرخري، مأوى فوقاني، شلال غربي، شلال شرقي، ميل، تل الأخضر، النحاسية، قولانة، شيخ غالي، خراب العاشق، البركة، السهم، كميت كبيرة، الطيبة، أم تليل، بئر دلة، الأيوبية، تل أبيض تحتاني، خراب رست، خالدية فوقاني.